# Charagochilus gyllenhalii
Charagochilus gyllenhalii is een wants uit de familie van de blindwantsen (Miridae). De soort werd het eerst wetenschappelijk beschreven door Carl Fredrik Fallén in 1807.

## Uiterlijk
De sterk gebogen matzwarte wants is langvleugelig en kan 3 tot 4 mm lang worden. De kop, de voorvleugels, het halsschild en schildje (scutellum) zijn zwart en het lichaam is bedekt met lichte grijsbruine haartjes. Het schildje eindigt in een geelbruine punt. De antennes zijn geelbruin, segment 1 en 2 zijn gedeeltelijk donker , segment 3 en 4 zijn volledig donkerder. Het uiteinde van de voorvleugels (cuneus) is enigszins roodachtig en sterk naar beneden gebogen. De poten zijn geelbruin met donkere vlekken op de dijen en de schenen zijn aan het begin ook donkerder bruin.

## Leefwijze
De volwassen dieren van de soort kunnen vanaf juni gevonden worden op diverse walstrosoorten zoals: glad walstro (Galium mollugo), kleefkruid (Galium aparine), liggend walstro (Galium saxatile) en geel walstro (Galium verum). Er is één generatie per jaar en de volwassen wantsen overwinteren.

## Leefgebied
In Nederland is de soort vrij algemeen en komt vooral op warme plaatsen op de hogere zandgronden en duinen voor waar walstro groeit. Het verspreidingsgebied strekt zich verder uit van Europa tot Noord-Afrika en Azië.